# Idegenek karjában (Lost)
2004. december 1-jén került először adásba az amerikai ABC csatornán a sorozat 10. részeként. Lynne E. Litt írta, és Marita Grabiak rendezte. Az epizód középpontjában Claire Littleton áll.

## Ismertető
|  | Alább a cselekmény részletei következnek! |

### Visszaemlékezések
Claire teljesen kétségbe esik, amikor pozitív lesz a terhességi tesztje. Az egyetlen kézenfekvő megoldásnak azt tartja, ha elveteti a kisbabáját. Barátja, Thomas azonban másképp vélekedik. Biztosítja szeretetéről Claire-t, majd azt mondja neki, tartsa meg a babát, és ő majd segít neki felnevelni. Claire beleegyezik.
Claire a barátnőjével, Rachel-lel együtt elmegy Richard Malkin-hoz, a látnokhoz. Malkin Claire tenyeréből jósol, és egyből rájön Claire terhességére. Feszültség kezd tükröződni az arcán, mert valami rémisztő dolgot lát Claire jövőjében. Azt mondja Claire-nek, sajnos nem jósolhat neki, majd visszaadja a pénzét, és kitessékeli őt a barátnőjével együtt.
A házában, Claire a kisbabája leendő szobáját díszítgeti, amikor Thomas megérkezik. Hamar elveszi Claire jókedvét, ugyanis közli, hogy szakítani akar. Rájött, hogy képtelen lenne a gyermeknevelésre, és ez neki már „túl sok”.
Claire ismét elmegy a látnokhoz, egy újbóli jóslásra. Malkin azt mondja, valami "ködös", vészjósló dolgot látott előző alkalommal, ezért nem akarta folytatni a jóslást. Claire ennek ellenére ragaszkodik hozzá, hogy ezúttal végigcsinálják. Miután Claire tenyerébe tekint, Malkin azt mondja, a kisbabája nagy veszélyben van, és csak akkor menekülhet meg, ha Claire neveli őt fel. Claire mindenképpen örökbe akarja adni a babát, ha nem békülnek ki Thomas-szal, de Malkin továbbra is azt hangoztatja, hogy az örökbeadás végzetes lesz a gyermek számára. Claire hajthatatlan, és elviharzik Malkin házából.
Egy éjjel, Claire telefoncsörgésre riad fel álmából. Richard Malkin keresi, mint ahogy kereste már számtalan alkalommal az elmúlt hónapokban. Továbbra is azt akarja, hogy Claire nevelje fel a gyermekét, és azt mondja, van egy terve. Claire nem akar hallgatni rá, és lerakja a kagylót.
Claire találkozik Arlene és Joseph Stewart-tal, az örökbefogadó házaspárral, hogy véglegesítsék az adoptációt. Claire arra kéri Arlene-t, hogy néha-néha énekelje majd el a kisbabájának a Catch a Falling Star című dalt, mert az ő apja is ezt énekelte neki, amikor kicsi volt. Ezt követően, Claire alá készül írni a papírt, de a toll nem működik. Az ügyvéd ad neki egy másikat, de az sem fog. Amikor már a harmadik tollat veszi a kezébe, egy pillanatra elgondolkodik, és rájön, hogy nem akar megválni a gyermekétől. Elnézést kér Stewart-éktól, majd sietve távozik.
Claire elmegy Richard Malkin-hoz, hogy meghallgassa a tervét. Döbbenten hallja, hogy Malkin már nem ragaszkodik hozzá, hogy a kisbabát ő nevelje fel; sőt, már keresett is egy los angeles-i házaspárt, akik szívesen adoptálnák. Átnyújt egy repülőjegyet Claire-nek az Oceanic 815-ös járatára, de Claire nem akar ezzel a géppel menni, mert az már másnap indul. Malkin azt mondja, csakis ezzel a járattal mehet. Claire végül beleegyezik az utazásba.

### Valós idejű történések (15-16. nap)
Claire egy kisbaba sírására ébred fel a barlangoknál. Éjszaka van, és körülötte mindenki alszik. Elindul a sírás irányába, és rátalál Locke-ra, aki egy lámpával megvilágított asztalnál üldögél. „A maga felelőssége volt, de lemondott róla. Most mind megfizetünk érte.” – mondja Locke, akinek az egyik szeme fekete, a másik pedig fehér. Claire továbbkeresi a kisbabát, mígnem rátalál egy bölcsőre, amire egy Oceanic repülőgépekből álló forgó játékmobil van erősítve. Kezével átkutatja a bölcsőt, de kisbaba helyett egy nagy vértócsát talál benne. Teljes hangerővel sikoltozva riad fel a rémálomból. Charlie menten odaszalad hozzá, és megnyugtatja, hogy csak álmodott, és közben alvajárt. Meglátja Claire véres kezeit; nem érti, mi történhetett.
Reggel, Jack ellátja Claire kezeit, amiket Claire rémálma közben sebesített meg, mert félelmében úgy ölölbe szorította a kezét, hogy vérezni kezdett. Ezt követően, Jack odamegy Kate-hez, és beszélget vele. Szóba kerül, hogy Sayid már több mint egy hete elment.
Charlie és Claire a dzsungelben üldögélnek, és közben teát isznak. Claire rémálmáról beszélgetnek, és Charlie felajánlja, hogy lehetnek barátok, és ha bármire szüksége van, őt felkereheti. Claire semmit sem felel erre, ezért Charlie odébáll.
Éjjel, Claire felriadva álmából egy férfit lát a sötétben, aki megszúrja őt valami tűféleséggel. Claire segítségért kiáltozik, ám mire a túlélők odaérnek, a férfi elmenekül. Jack megpróbálja megnyugtatni Claire-t, aki biztos benne, hogy a férfi a kisbabáját akarta bántani. Hurley rájön, hogy csak akkor találhatják meg az "elkövetőt", ha egy listát készítenek az összes túlélő adataival.
Másnap, Hurley elindul, hogy összeállítsa a listát. John Locke-ot is kikérdezi, aki Hurley kérdésére azt mondja, hogy azért járt Ausztráliában, mert keresett valamit, de végül az a valami talált őrá. A part egy másik részén, Jack azt mondja Kate-nek és Charlie-nak, hogy Claire valószínűleg csak álmodta, hogy megtámadták. Charlie tudja, hogy Cliare nem hazudik, de Jack továbbra is ennek ellenkezőjét bizonygatja.
A dzsungelben, Hurley Ethan-t is kifaggatja. Ethan minden kérdére válaszol, majd megkérdi Hurley-t, mire kellenek az adatai. Hurley azt mondja, azért, hogy többet tudjanak egymásról. Eközben a barlangoknál, Jack nyugtatókat akar adni Claire-nek, hogy megszűnjenek kínzó rémálmai. Claire felháborodik, amiért Jack nem hiszi el, hogy valóban megtámadták. Összeszedi a holmijait, és elindul, hogy visszaköltözzön a partra. Charlie utoléri őt, és vele tart az útra. Megpróbálja rávenni, hogy jöjjön vissza a barlangokhoz.
Hurley Shannon-t és Boone-t is kikérdezi, de Boone azt tanácsolja neki, nézze át inkább a repülőgép utaslistáját, ami Sawyernél van. Hurley elkéri a listát Sawyertől, és szerencséjére, egy kis kérlelésért cserébe meg is kapja.
Claire-nek sűrű hasi fájásai vannak; meglehet, hogy beindult a szülés. Elküldi Charliet Jack-ért, pont azután, hogy Charlie beszélt neki egykori drog-problémájáról. Charlie rátalál Ethan-re, és megkéri, hogy kerítse elő Jacket, majd visszaszalad Claire-hez. Szerencsére, Claire fájásai már szinte teljesen abbamaradtak, tehát még nem a mai napon fog szülni. Miután beszél Charlie-nak a látnokról, aki rávette az utazásra, Charlie azt kezdi gondolni, hogy Malkin előre tudta, hogy a gép le fog zuhanni, és éppen ezért akarta, hogy Claire ezzel a járattal utazzon, hiszen így kénytelen önmaga felnevelni a gyermekét. A beszélgetést követően, Claire végre megnyugszik, és elindul vissza a barlangokhoz Charlie-val. 
Sayid visszatér a táborba, és beszél Kate-nek és Jack-nek a francia nővel való találkozásáról. „Nem vagyunk egyedül” – mondja, utalva ezzel a dzsungelben hallott suttogásokra. Hurley félbeszakítja Sayid beszámolóját, amikor egy rémisztő hírrel megy oda Jack-hez. Átnézte a repülőgép utaslistáját, és felfedezte, hogy az egyik túlélő nincs rajta, tehát nem is volt a gépen.
Charlie és Claire összetalálkozik Ethan-nel. Charlie idegesen kérdezi tőle, hol van Jack, de Ethan nem válaszol. Claire ijedten tekint a férfira, mert már sejti, hogy ő volt a támadója.

## Külső hivatkozások
|  | Itt a vége a cselekmény részletezésének! |